# 파리 1구

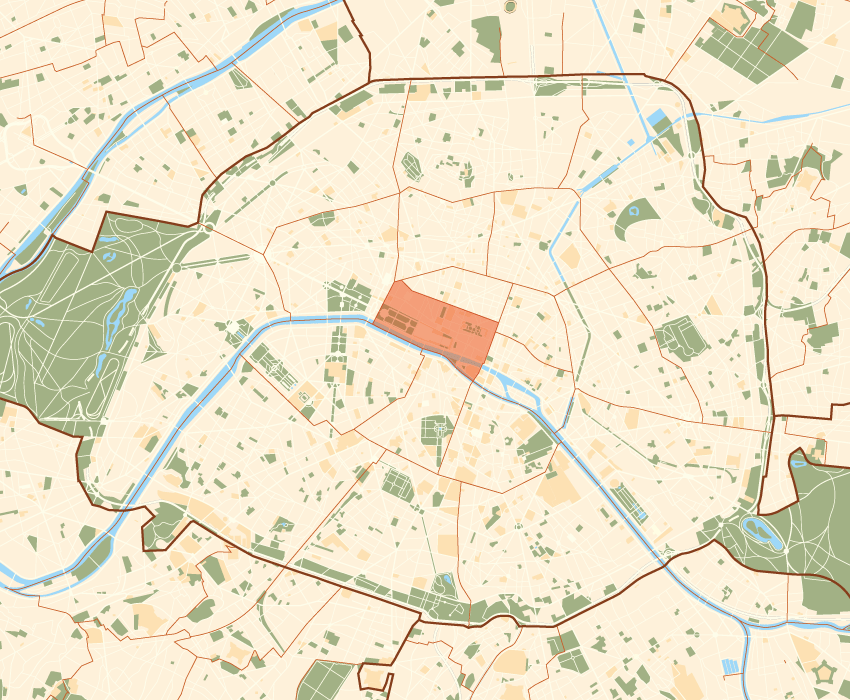
파리 1구의 위치

파리 1구(프랑스어: 1er arrondissement de Paris)는 프랑스의 수도 파리를 구성하는 20개 행정구 가운데 하나다. 파리 시 거의 중앙에 있으며, 센강 북안에 접하고 있다. 파리 옛 지구 가운데 하나인 레알 지구가 여기에 속하며 그 역사는 중세 초로 거슬러 올라간다.
남쪽으로는 센 강을 사이에 두고 파리 7구와 6구가 접하며, 서쪽으로는 파리 8구, 북쪽으로는 파리 2구, 동쪽으로는 파리 3구와 4구가 경계를 접한다. 시테섬 서쪽 부분도 파리 1구에 속한다. 행정 일반부호 상으로는 '루브르' (Louvre)라는 명칭이 붙어 있으나 이는 일상에서 거의 사용하지 않는 명칭이다.
파리 구 중에서는 인구수가 제일 적고, 면적도 제일 작은 편에 속하지만 루브르 박물관과 튈르리 공원 같은 중요한 명소가 있으며 파리 대표적인 사업, 행정 지구이기도 하다.

## 역사
파리 1구는 1859년 6월 16일 칙령으로 파리를 티에르 성벽에 맞춰 확장하고 행정구역을 신설하는 과정에서 설치되었다. 옛 파리의 행정구역에 대입하자면 오늘날의 파리 1구는 옛 파리 1구, 2구, 3구, 4구, 5구, 11구에 해당된다.
초창기 파리 1구의 경계는 서쪽으로는 세바스토폴 대로, 동쪽으로는 콩코르드 광장-생플로랑탱 가-리슈팡스 가였다. 북쪽으로는 마들렌 대로를 따라가다 뇌브데카퓌신 가와 프티샹 가로 이어진 뒤 사유지 경계 (차후 도로확충으로 철거)를 지나 모콩셀 로로 들어가는 경계선이었다. 남쪽으로는 센강을 따라 시테섬까지 이어졌으며 섬 내부에서는 쥐스티스 궁전과 파리 경시청까지 포함하도록 하였다.

## 지역
파리 1구는 총 네 개의 콰르티에 (Quartiers, 지구)로 나뉘며 다음과 같다.
- 생제르맹로제루아 구 (Saint-Germain l'Auxerrois, 파리 제1지구)
- 레알 구 (Les Halles, 파리 제2지구)
- 팔레로얄 구 (Palais-Royal, 파리 제3지구)
- 플라스방돔 구 (Place-Vendôme, 파리 제4지구)

## 교통

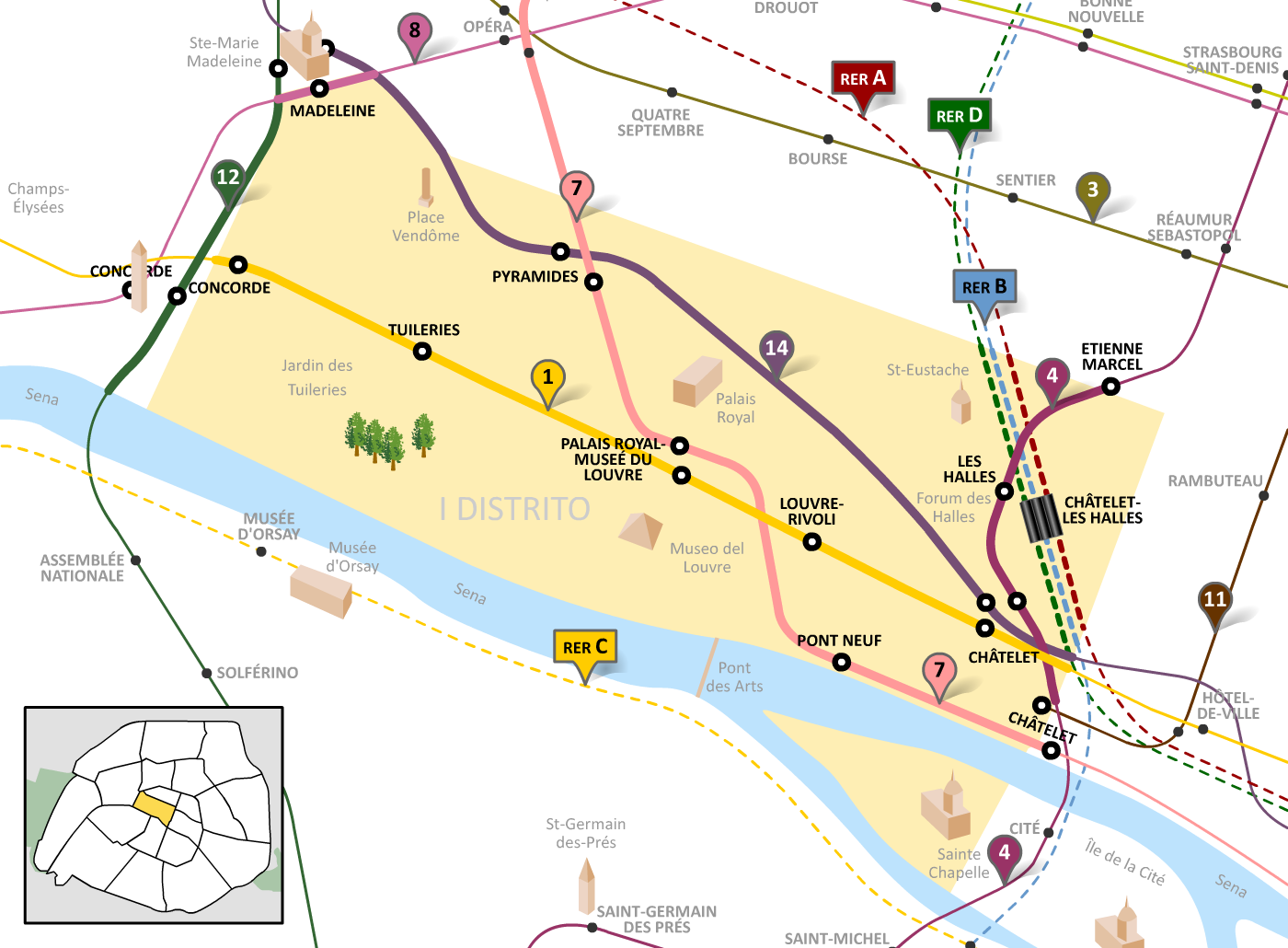
파리 1구의 지하철역

1구에는 파리 메트로 노선 7개와 RER 철도 3개가 다닌다. 가장 큰 역은 5개 지하철 노선이 다니는 샤틀레 역이며, 샤틀레-레알 역 (RER 3개 노선)과 보행통로로 연결되어 있다.
- (콩코르드 역, 튈르리 역, 팔레 로얄 - 뮈제 뒤 루브르 역, 루브르 - 리볼리 역, 샤틀레 역)
- (에티안 마르셀 역, 레알 역, 샤틀레 역)
- (피라미드 역, 팔레 로얄 - 뮈제 뒤 루브르 역, 퐁뇌프 역, 샤틀레 역)
- (콩코르드 역)
- (샤틀레 역)
- (콩코르드 역)
- (피라미드 역, 샤틀레 역)
- (샤틀레 - 레알 역)
- (샤틀레 - 레알 역)
- (샤틀레 - 레알 역)